# Spoorlijn Montréjeau-Gourdan-Polignan - Luchon
De spoorlijn Montréjeau-Gourdan-Polignan - Luchon is een Franse spoorlijn van Gourdan-Polignan naar Luchon. De lijn is 35,2 km lang en heeft als lijnnummer 668 000.

## Geschiedenis
De lijn werd geopend door de Compagnie des Chemins de fer du Midi op 17 juni 1873. Personenvervoer was er tot 18 november 2014 en werd heringevoerd op 22 juni 2025.

## Treindiensten
De SNCF verzorgt het personenvervoer op dit traject met TER treinen.
| Serie      | Treinsoort | Route                                  | Bijzonderheden |
| ---------- | ---------- | -------------------------------------- | -------------- |
| TER 872800 | TER (SNCF) | Montréjeau - Gourdan-Polignan – Luchon |                |

## Aansluitingen
In de volgende plaats is of was er een aansluiting op de volgende spoorlijn:
Montréjeau-Gourdan-Polignan
RFN 650 000, spoorlijn tussen Toulouse en Bayonne

## Elektrische tractie
In 1925 werd de lijn geëlektrificeerd met een gelijkspanning van 1500 volt. In 2017 werd de bovenleiding afgebroken.

## Galerij

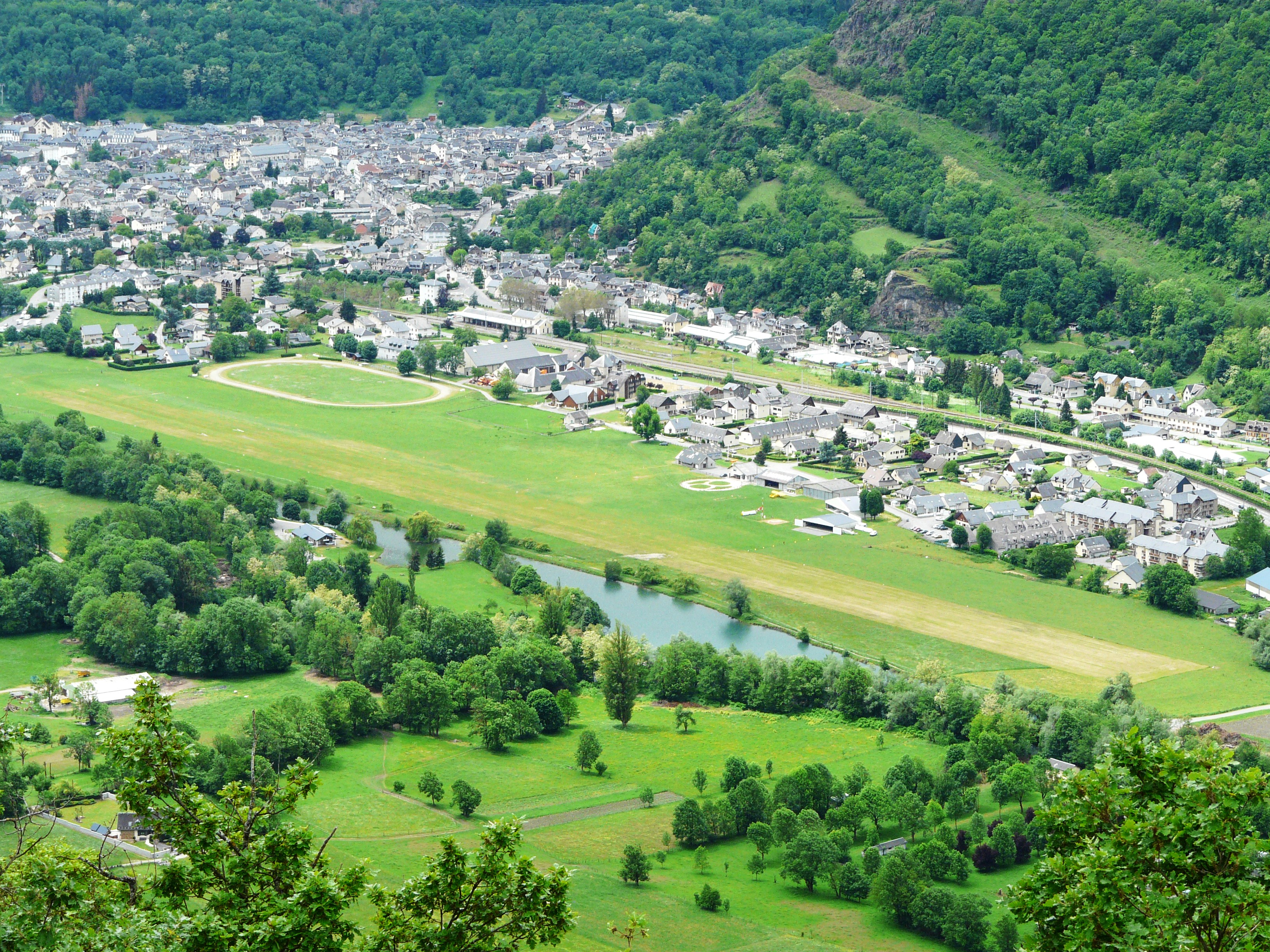
Station Luchon vanuit de lucht.
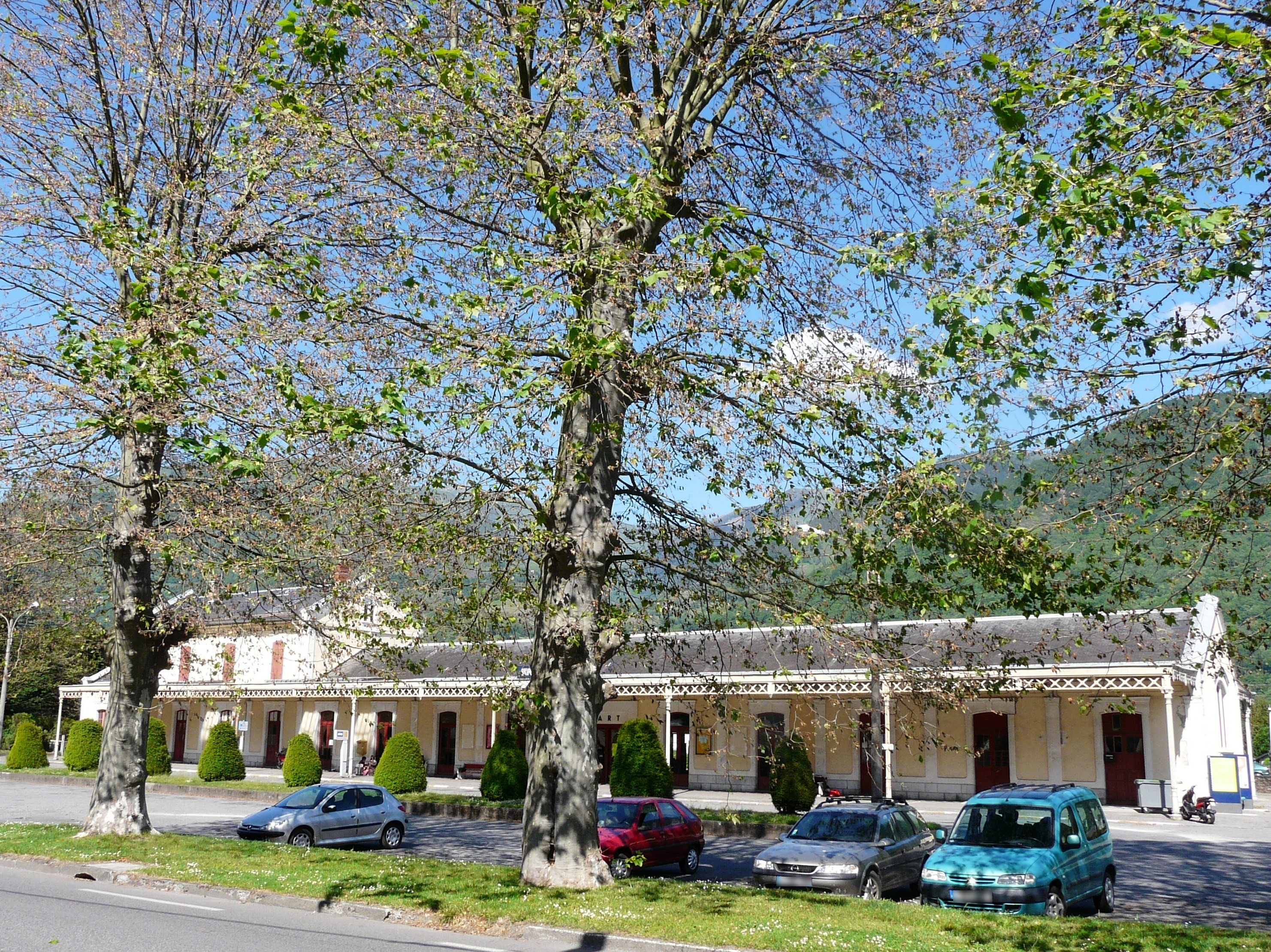
Station Luchon.